# Felsentor

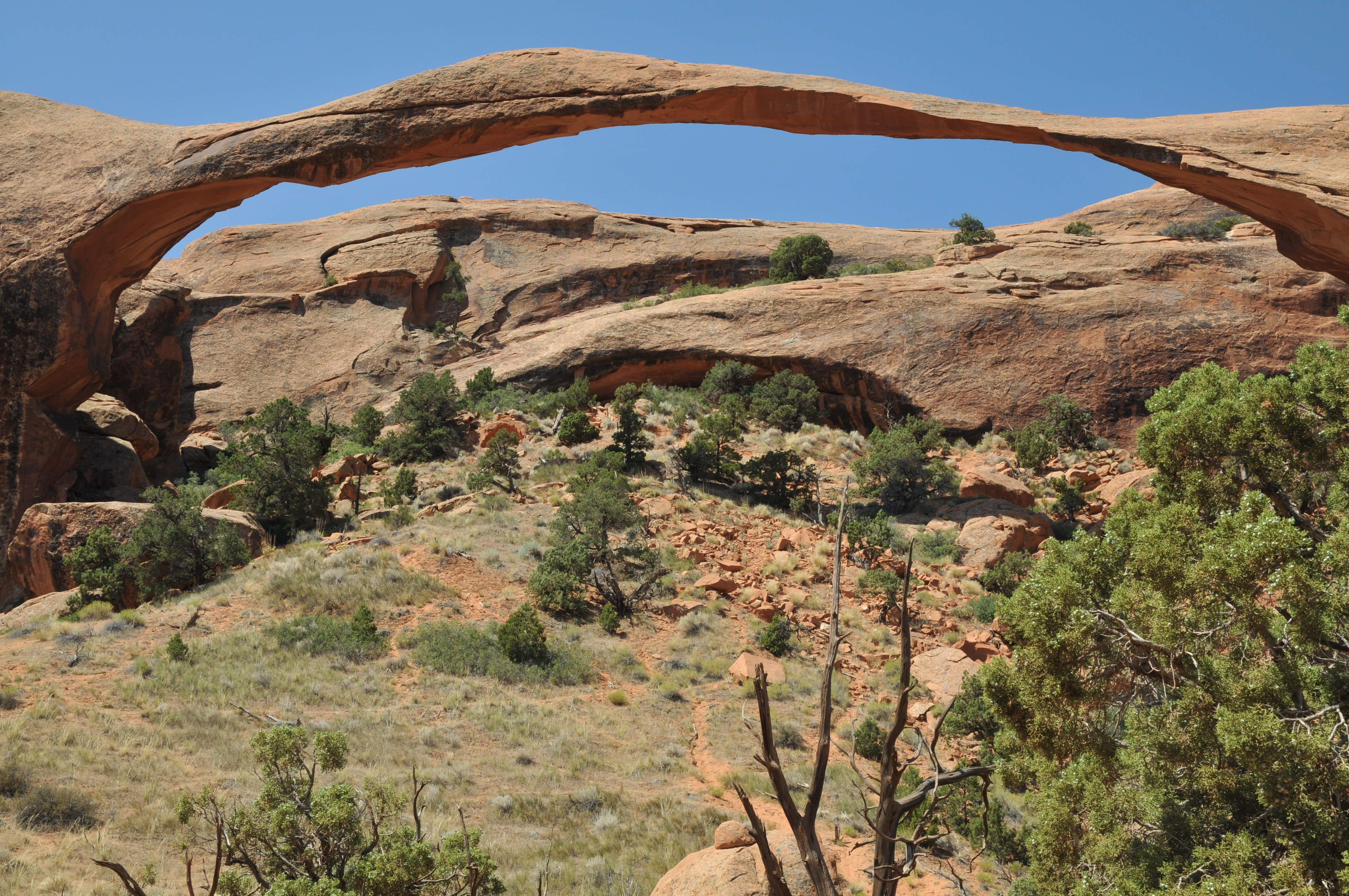
Landscape Arch mit 92 Metern Spannweite im Arches-Nationalpark, Utah, USA

Felsentore, auch als Bogenfelsen oder Brandungstore bezeichnet, sind brücken- oder fensterartig durchbrochene Gesteinsformationen, die durch Erosion entstehen. Je nach Größe, Form, Entstehung und Umgebung kommen andere Bezeichnungen zum Tragen, etwa Felsbrücke, Stein- oder Felsbogen, Naturbrücke oder Brandungstor. Ihre Öffnung ist vollständig von Gestein umgeben, und die Dicke der durchbrochenen Gesteinsformation ist von etwa gleicher Größenordnung wie die Breite und Höhe. Diese Erosionsformen gibt es in sehr unterschiedlichen Größen, vom kaum daumendicken Loch bis zu mehr als hundert Meter messenden Öffnungen, die von Felsen überwölbt sind.

## Abgrenzung

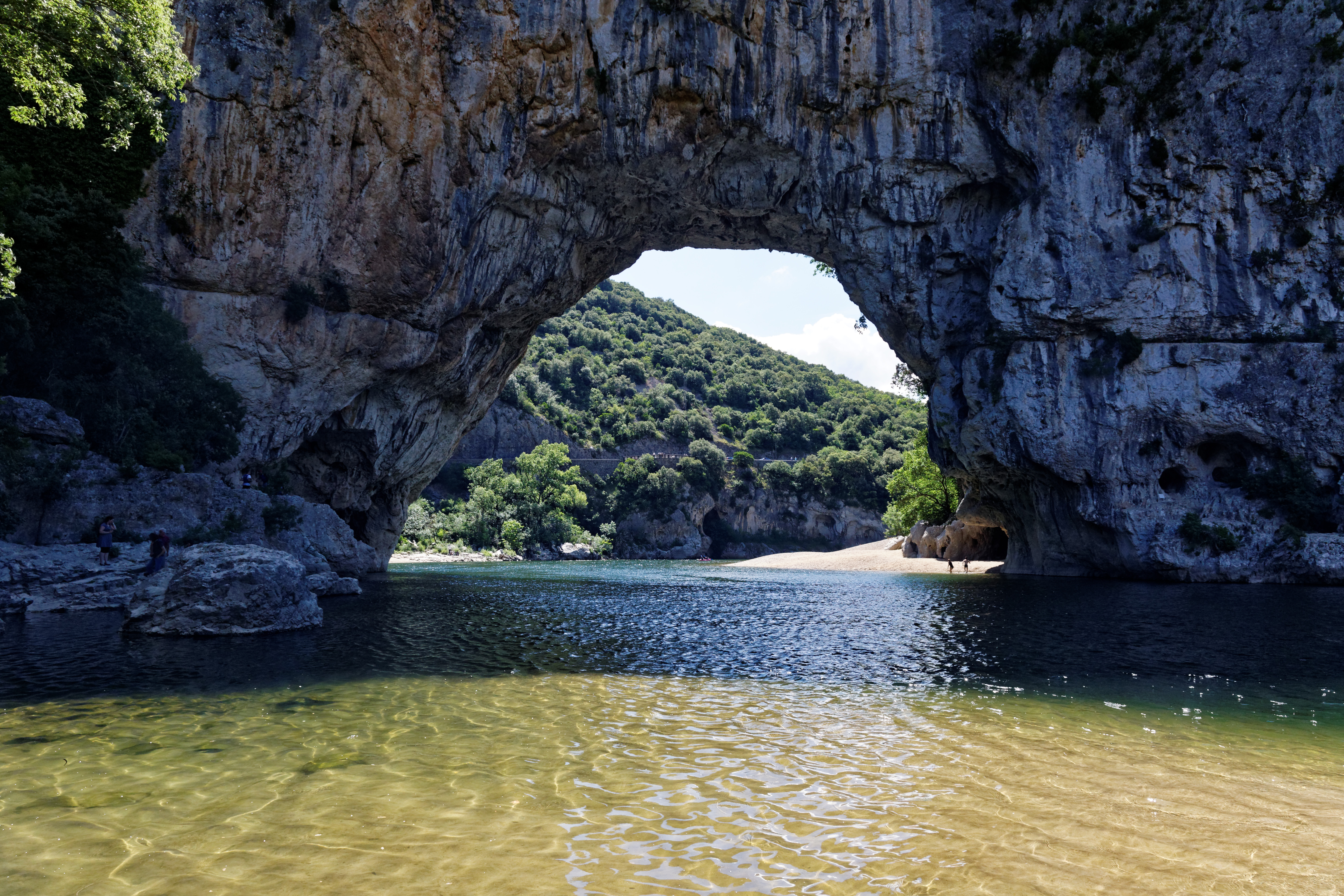
Die Pont d’Arc in Südfrankreich

Die genannten Erosionsformen können in allen Gesteinsarten entstehen. Sie sind kurzlebig in direkt erodierbaren Gesteinen oder in Umgebungen mit hoher Erosionsenergie, so etwa der Brandungszone von Steilküsten. Dauerhafte große Formen bilden sich besonders häufig in Sand- und Kalkstein, da diese widerständigen Gesteine für Lösung durch Wasser und Verwitterung anfällig sind.
Die Bezeichnung solcher natürlicher Öffnungen richtet sich nach ihrer Größe, Form, Entstehung und Umgebung. Felsen- oder Naturtor und Felsenfenster sind von unterschiedlicher Größe, eine Fels- oder Naturbrücke wurde durch Wasser erzeugt, das oft noch in Form eines Baches oder Flusses hindurchfließt. Fels-, Natur- und Steinbögen sind durch ihre Form gekennzeichnet, und oft nicht hauptsächlich durch Wasser entstanden. Brandungstore entstehen durch die Wirkung der Meeresbrandung an Steilküsten.
Im Folgenden werden alle diese Formen unter dem Begriff „Felsentor“ zusammengefasst.
Im Englischen werden solche Erosionsformen Natural Arch oder Natural Bridge genannt. Nach der Einteilung der Natural Arch and Bridge Society entsteht ein Natural Arch ohne Beteiligung von fließendem Wasser. Solche Formen sind im Westen der USA häufig und entstehen dort hauptsächlich in Sandstein. Die Natural Bridge entsteht dagegen durch die Wirkung fließenden Wassers und wird in vielen Fällen ständig oder zeitweilig von einem Bach oder Fluss durchflossen. Eine weitere Unterteilung dieser Hauptgruppen ist unter anderem über die Form oder die Entstehung möglich.

## Entstehung

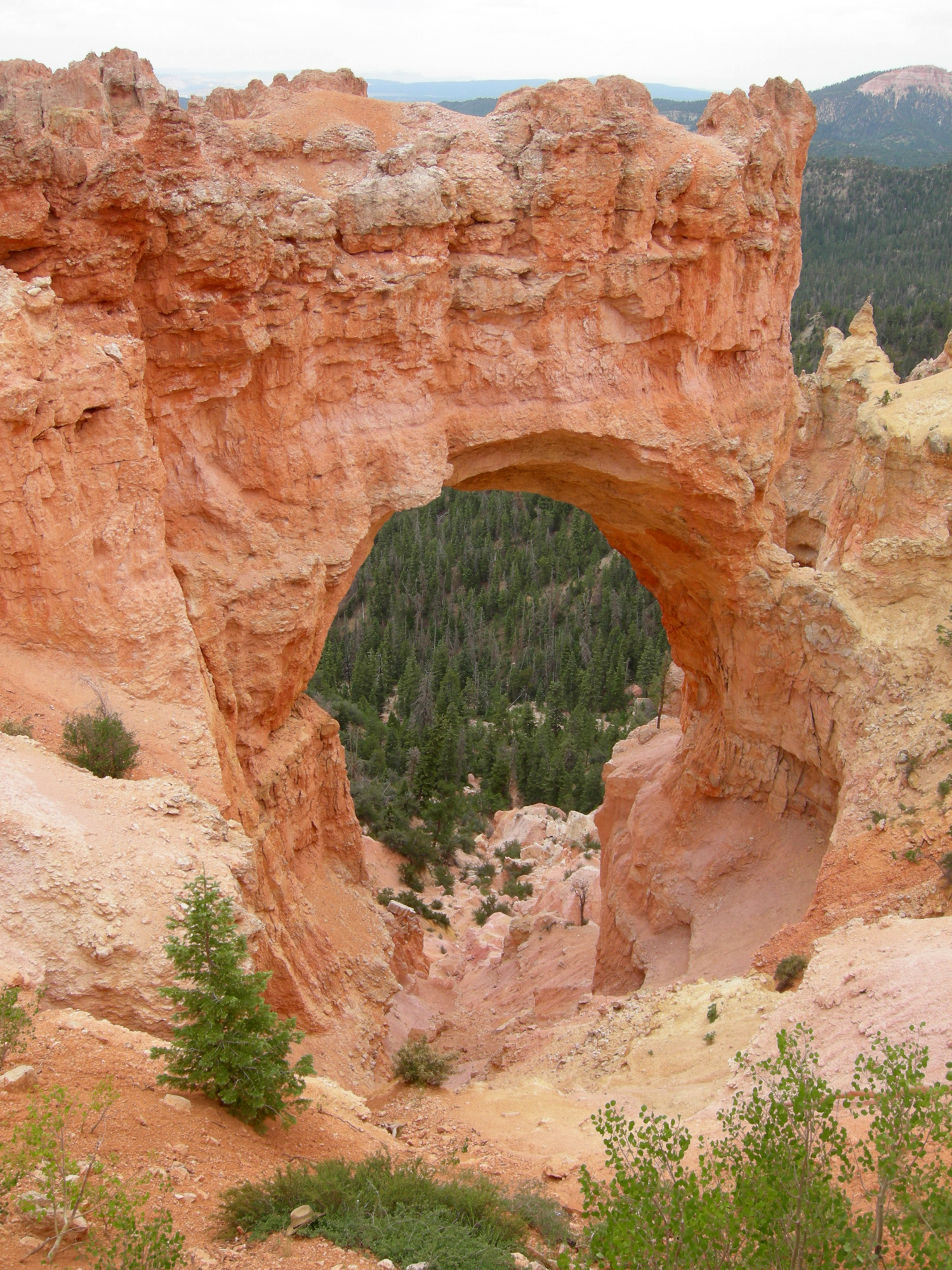
Natural Bridge im Bryce-Canyon-Nationalpark, Utah, USA

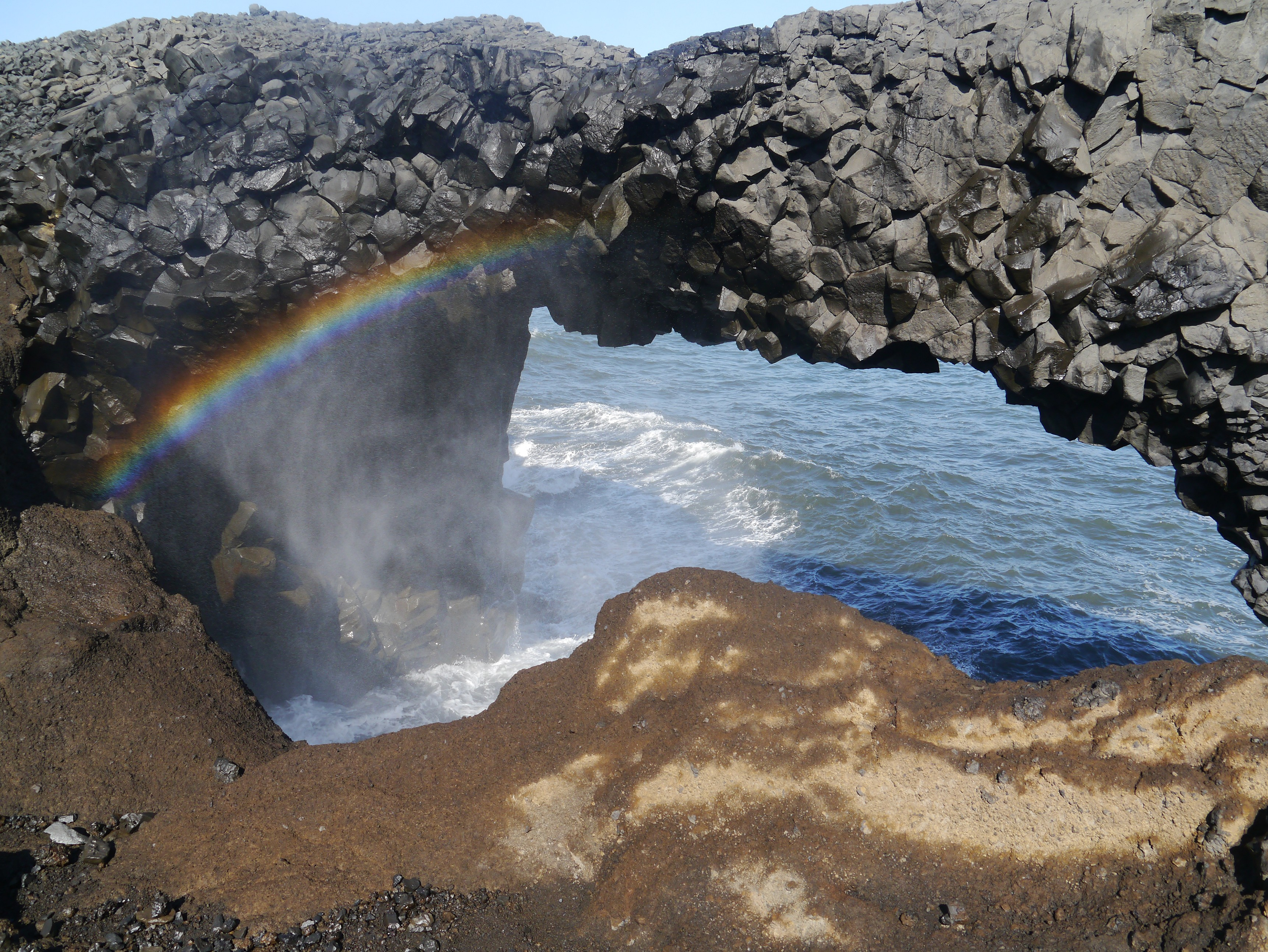
Natural Bridge auf der Halbinsel Dyrhólaey, Island

Steinbögen und Felsbrücken entstehen im Regelfall durch Erosion, wodurch Teile natürlicher Felsformationen entfernt werden. Im mikroskopischen Bereich bedeutet dies etwa die Auflösung von Zement, im makroskopischen die Entstehung von Klüftung durch verschiedene Prozesse, so etwa Druckentlastung oder tektonische Vorgänge wie Hebung oder Dehnung, und Aufweitung durch Erosion oder Herabfallen von Material. Beide Arten der Entstehung können getrennt oder kombiniert ablaufen.
Felsentore bilden sich nur unter besonderen Bedingungen. Entscheidend sind die Art des Gesteins oder der beteiligten Gesteine, die Form der Felsformation und die Kombination von Erosionsvorgängen, die auf diese einwirken. Ursächlich für die Bildung sind die Wirkung von Wasser, Temperaturänderungen, Schwerkraft oder tektonischen Kräften. Wind spielt meist keine direkte Rolle bei der Entstehung, er kann jedoch ein wichtiger Faktor bei der weiteren Gestaltung sein, zum Beispiel durch die schleifende Wirkung von mitgeführten Sandkörnern (Korrasion in Kombination mit Vorgängen der Deflation).
Im Einzelnen begünstigen oder verursachen unter anderem die im Folgenden unterschiedenen Vorgänge eine Bildung von Felsentoren:
- tektonische Hebung kann zur Bildung von Klüften und Spalten sowie zum Einschneiden von Flüssen in den Untergrund führen
- Gletschertätigkeit lässt steile und senkrechte Felswände und stark zerklüftetes Gelände entstehen, das Abschmelzen von Gletschern begünstigt Erosion durch große Wassermengen
- das Einschneiden von Fluss-Mäandern in den Untergrund kann bis zur Annäherung von Flussschlingen fortschreiten, so dass nur eine relativ dünne Felswand den zukünftigen Umlaufberg mit den Talwänden verbindet und ein Felssturz einen Steinbogen bilden kann
- im Vorfeld einer Flussanzapfung bildet sich in manchen Fällen ebenfalls eine relativ dünne Felswand, in der die Bildung eines Felsentors begünstigt wird
- die Entstehung unterirdischer Flussläufe durch Verkarstung und der Einsturz von Teilen der dadurch gebildeten Höhlen oder ihr Zusammenwachsen
- die Entstehung von Lavaröhren und der Einsturz von Teilen der Röhre
- die Bildung von Klüften und Spalten und ihre Aufweitung durch Erosionsprozesse, ebenso die Ausräumung von weniger widerständigen Schichten in einem horizontalen oder geneigten Schichtpaket
- die Tätigkeit der Brandung, die durch das Mitführen von Sand und Steinen zu einer starken Erosion im Brandungsbereich führt, während höhere Bereiche nur wenig betroffen sind. Sie führt darüber hinaus zu einer stark unterschiedlichen Abtragung verschieden harter Gesteinspartien
- Felsverstärkung durch Druckversteifung. Gerichteter Druck führt zu einer Verstärkung eines Gesteins, zum Beispiel durch Umkristallisierung der Gesteinsbestandteile. Die seitliche Abweichung der Spannungsrichtung in einer Felsformation über einer Spalte oder einer Öffnung führt zu einer Verstärkung der seitlichen Bereiche und damit dort zu einer stärkeren Widerstandsfähigkeit gegen Erosion
- Absonderung durch Druckentspannung, wie sie zum Beispiel bei der Freilegung von vorher unter der Erdoberfläche befindlichen Gesteinen vorkommt, begünstigt das Entstehen von Klüften und Spalten, oft parallel zur Oberfläche einer Felswand (Desquamation)
- chemische Verwitterung, Temperaturverwitterung und das Auftreten von Frost-Tau-Zyklen führen zur Aufweitung von Klüften und Spalten oder zum Verlust der Gesteinsfestigkeit
- unterschiedliche Erosion benachbarter, unterschiedlich widerstandsfähiger Gesteine.

## Auswahl bekannter Felsentore
Die größte Konzentration von über 2000 Steinbögen findet sich im Arches-Nationalpark im US-Bundesstaat Utah. Dort wurde eine heterogene Sandsteinschicht durch lokale Aufwölbungen eines Salzdoms in parallele Rippen gebrochen. Im harschen Wüstenklima auf über 1500 Höhenmetern erodierten weichere Steinschichten und ließen die aus härterem Stein bestehenden Steinbögen zurück.
- Azure Window: im Westen der Insel Gozo (Malta), 100 Meter lang, 20 Meter hoch, Einsturz bei einem Sturm am 8. März 2017
- Darwins Bogen: Isla Darwin, Galapagosinseln, Einsturz am 17. Mai 2021 aufgrund natürlicher Erosion
- Landscape Arch: Arches-Nationalpark, mit 92 Meter Spannweite einer der größten Bögen der Welt (USA)
- Mondberg: Felsentor im „Mondschein-Berg“ bei Yangshuo (China)
- Pont d’Arc: Felsbrücke über die Ardèche (Frankreich), 60 Meter lang, 54 Meter hoch